# Henrik Wergeland
Henrik Arnold Wergeland, właśc. Henrik Arnold Vergeland (ur. 17 czerwca 1808 w Kristiansand, zm. 12 lipca 1845 w Christianii) – norweski poeta, dramatopisarz i prozaik.
Uważany za jednego z najwybitniejszych twórców okresu romantyzmu. Był orędownikiem wolności i demokracji. Dzięki niemu dzień, w którym uchwalono konstytucję niepodległej Norwegii (17 maja), został uznany za święto narodowe. Jako republikanin sprzeciwiał się unii Norwegii ze Szwecją. W swoich odczytach nawoływał do poparcia walk narodowowyzwoleńczych Greków, Belgów i Irlandczyków. Wiele artykułów poświęcił walce Polaków z caratem. Swoją twórczość traktował jako misję, której celem jest praca dla dobra ludu i walka o powszechny postęp.
Wydał między innymi epos Skabelsen, mennesket og Messias (1829, Stworzenie, człowiek i Mesjasz).